# Bergvråk
Bergvråk (Buteo oreophilus) är en afrikansk fågel i familjen hökar.

## Utseende och läten

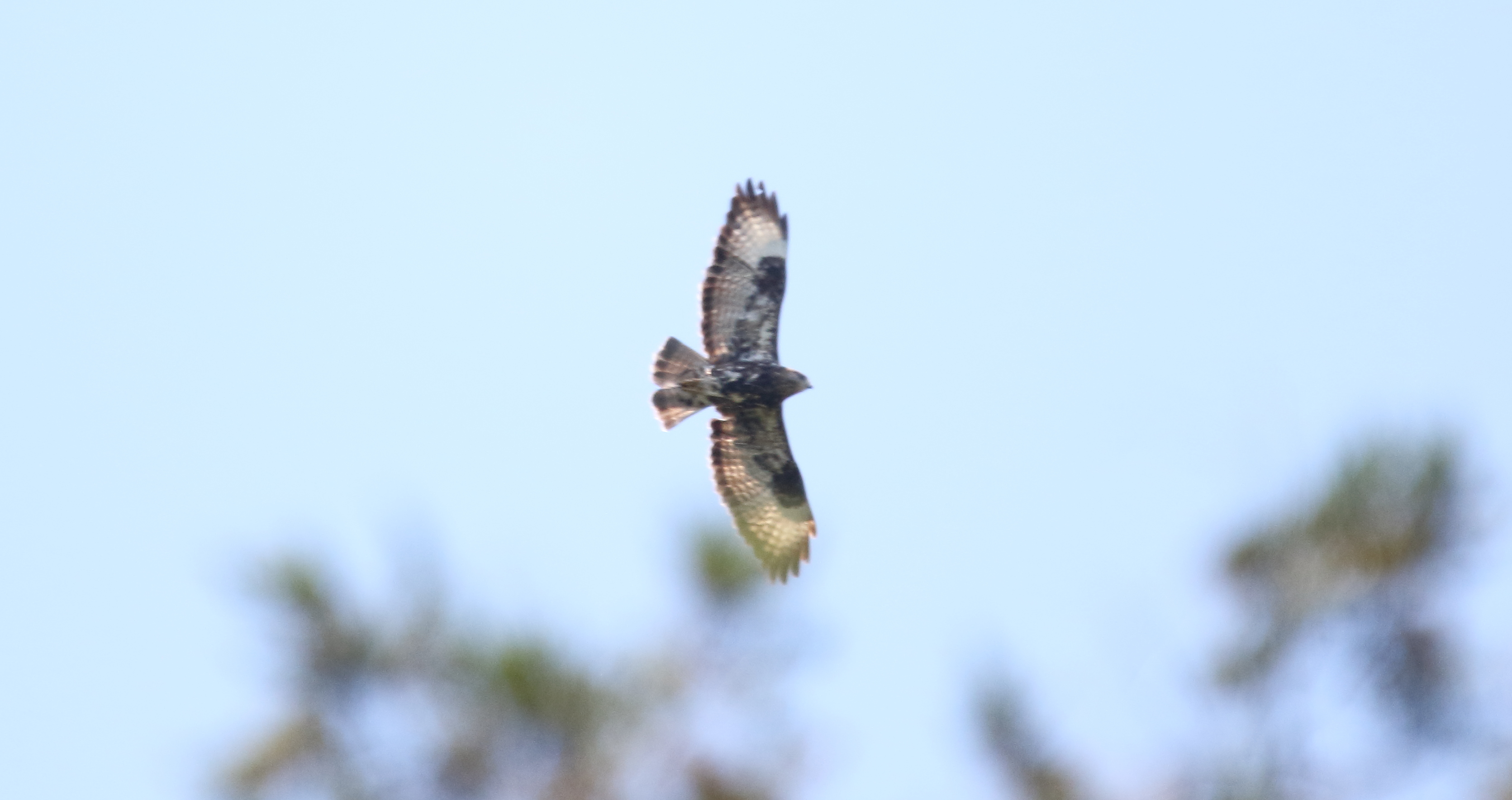

Bergvråken är en liten vråk, cirka 45 cm lång och har en spännvidd mellan 102 och 117 cm. Den liknar ormvråken, men är generellt vitare under, jämnt täckt av mörkbruna fläckar och gråbruna "ögon", och inte lika varmbrun ovan. Skogsvråken har ostreckad strupe, ett vitt band tvärs över bröstet och rosttoner i olika delar av fjäderdräkten.

## Utbredning och systematik
Bergvråk förekommer i Östafrika från höglandet i Etiopien till Tanzania och Malawi. Tidigare betraktades skogsvråk (B. trizonatus) som underart till bergvråk, men den urskiljs numera oftast som egen art.

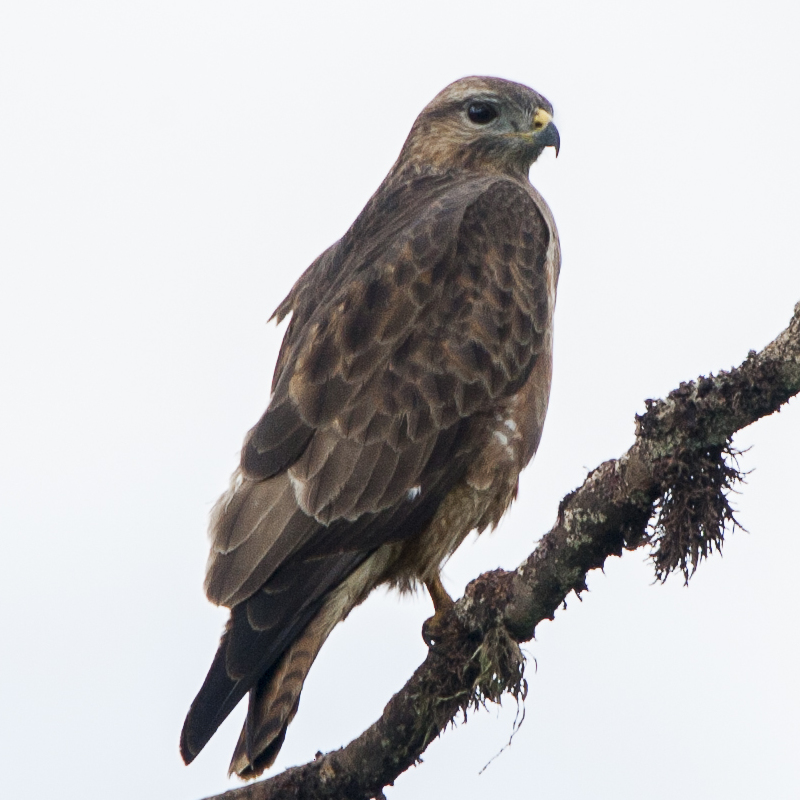

## Levnadssätt
Fågeln hittas i bergsskogar och närliggande gräsmarker på mellan 2000 och 3500 meters höjd, ibland ovan 4500. Den ses enstaka eller i par. Födan består vanligen av små däggdjur och reptiler men även insekter. Den rapporteras jaga från luften, olikt skogsvråken som utgår från en sittplats. Arten lägger ägg mellan mars och juli i Uganda och mellan september och oktober i Kenya.

## Status
Bergvråken tros minska i antal till följd av habitatförstörelse och degradering. Världspopulationen är relativt liten, uppskattad till mellan 1 000 och 10 000 individer. Internationella naturvårdsunionen IUCN kategoriserar arten som nära hotad.